# Tines Ratapinyades
Les tines Ratapinyades és una obra del municipi del Pont de Vilomara i Rocafort (Bages) protegida com a bé cultural d'interès local. Es tracta d'un conjunt format per dues tines i una edificació auxiliar. Les dues tines es troben alineades i formen un sol cos.

## Descripció
Observant el conjunt de cara a les portes d'entrada a les tines, descrivint les edificacions d'esquerra a dreta. La primer tina té planta circular a l'interior i rectangular a l'exterior. Els murs són fets amb pedra i morter de calç i l'interior és recobert de rajoles de ceràmica envernissada lleugerament corbades. La coberta és de volta amb pedres amorterades. A sobre de la coberta hi ha lloses més planes que formen una altra capa i finalment s'hi estén una capa de sorra i pedruscall.
La segona tina té la mateixa estructura, se n'han esfondrat, però, la coberta i l'entrada. En aquest cas la part superior dels murs és de pedra sense material d'unió. Per les restes que queden de la coberta podem saber que era feta amb el mètode d'aproximació de filades.
Les diferències constructives que presenten aquestes tines entre elles fan pensar que foren construïdes en dues fases o èpoques diferents.
Darrere de les tines trobem una important construcció de planta rectangular que es troba molt tapada per la vegetació. És construïda amb pedra amorterada i coberta amb volta. A l'interior es veuen els brocs de les dues tines. Es creu que podia haver servit d'habitatge temporal.